# Vidrás
Vidrás (szlovákul: Vydrovo) Feketebalog településrésze Szlovákiában, a Besztercebányai kerületben, a Breznóbányai járásban.

## Fekvése
Breznóbányától 9 km-re délkeletre, a Fekete-Garam bal partján fekszik. Feketebalog déli nyúlványát alkotja az 529-es út mentén.

## Története
A trianoni diktátumig Zólyom vármegye Breznóbányai járásához tartozott.

## Látnivalók
A falu határában szabadtéri erdészeti múzeum látható.

## Külső hivatkozások
- Vidrás Szlovákia térképén

## Lásd még
- Feketebalog
- Dobrocs
- Karám
- Medvés
- Pusztás
- Zólyomjánosi